# Evropská silnice E79
Mezinárodní silnice E79 je evropská silnice, která vede zhruba v severojižním směru jihovýchodní Evropou, z východního Maďarska přes západní Rumunsko a Bulharsko do řecké Soluně. Největší města na trase jsou Sofie, Soluň, Craiova, Oradea a Debrecín. V začáteční a koncové části je silnice vedena vesměs po dálnicích, ve střední pasáži po obyčejných silnicích. Prochází čtyřmi státy a jedním hlavním městem, je dlouhá 1300 km.

## Historie
Ve starém systému číslování evropských silnic (do 80. let) většina trasy dnešní E79 nebyla zanesena, pouze úsek Sofie – Soluň byl součástí silnice E20.
Význam silnice, zejména jižního úseku (z Rumunska na jih) velmi vzrostl počátkem 90. let, kdy byl vlivem války v Jugoslávii uzavřen tranzit po E75 (přes Bělehrad) a jako nejkratší odklonová alternativa při cestě ze střední Evropy do Bulharska a Řecka sloužila právě silnice E79, i přes nedostatečnou kvalitu, kapacitu, a nutnost použít trajekt přes Dunaj na rumunsko-bulharské hranici.
Zprovozněním tzv. Mostu Nové Evropy (Calafat–Vidin) roku 2013 došlo k přímému propojení obou větví trasy, dosud rozdělených Dunajem.

## Trasa
Maďarsko
- Miskolc (E71) –
- – Polgár – Görbeháza (E579)
- – Debrecín (E573) – Derecske –
- – Berettyóújfalu (E60→) – Nagykereki

 Rumunsko
- – Biharia
- Biharia (→E671) – Oradea (→E60, →E671)
- Oradea – Ștei – Brad – Bejan
- (E68→) – Deva – Simeria (→E68)
- – Hațeg – Petroșani – Târgu Jiu – Filiași
- (E70→) Filiași – Craiova (→E70, E574)
- Craiova – Calafat

 Bulharsko
- Vidin – Montana – Vraca – Botevgrad (E83)
- Botevgrad – Buchovo –
- Sofie (E80)
- – Pernik (E871) – Blagoevgrad
- – Simitli – Kresna –
- – Sandanski – Kulata

 Řecko
- Promachónas – Serres – Assiros –
- Lagyna – Soluň (E75, E86, E90)